# Свет (посёлок, Ульяновская область)
Свет — поселок в составе Оськинского сельского поселения Инзенского района Ульяновской области.

## География
Находится на расстоянии примерно 6 километров на запад по прямой от западной границы районного центра города Инза.

## История
Посёлок был основан в 1929 году при организации артели им Кагановича по производству кирпича.
В 1954 году на базе артели образован кирпичный завод «Свет».
В 1968 году построен Инзенский завод фильтровальных порошков.

## Население
Население составляло 386 человека в 2002 году (русские 95 %), 363 по переписи 2010 года.